# Liste der Monuments historiques in Agudelle
Die Liste der Monuments historiques in Agudelle führt die Monuments historiques in der französischen Gemeinde Agudelle auf.

## Liste der Bauwerke
| Bezeichnung       | Beschreibung              | Standort | Kennzeichnung | Schutzstatus | Datum | Bild           |
| ----------------- | ------------------------- | -------- | ------------- | ------------ | ----- | -------------- |
| Kirche St-Eutrope | Erbaut im 12. Jahrhundert | (Lage)   | PA00104589    | Inscrit      | 1986  | weitere Bilder |

## Liste der Objekte

### Kirche St-Eutrope
| Bezeichnung                                 | Beschreibung                                      | Standort | Kennzeichnung | Schutzstatus | Datum | Bild           |
| ------------------------------------------- | ------------------------------------------------- | -------- | ------------- | ------------ | ----- | -------------- |
| Skulptur der heiligen Rosa von Lima         | Holz, polychrom gefasst, 18. Jahrhundert          | (Lage)   | PM17000914    | Inscrit      | 1976  |                |
| Taufbecken                                  | Stein, 18. Jahrhundert                            | (Lage)   | PM17000912    | Inscrit      | 1976  | weitere Bilder |
| Kanzel                                      | Stein, 18. Jahrhundert                            | (Lage)   | PM17001839    | Inscrit      | 1999  |                |
| Weihwasserbecken                            | Stein, 18. Jahrhundert                            | (Lage)   | PM17000913    | Inscrit      | 1976  |                |
| Glocke                                      | Bronze, 1556 gegossen                             | (Lage)   | PM17000002    | Classé       | 1908  |                |
| Skulptur des heiligen Eutropius als Bischof | Holz, polychrom gefasst, 17. oder 18. Jahrhundert | (Lage)   | PM17000003    | Classé       | 1980  |                |